# 제1대 준남작 조지 발로우 경

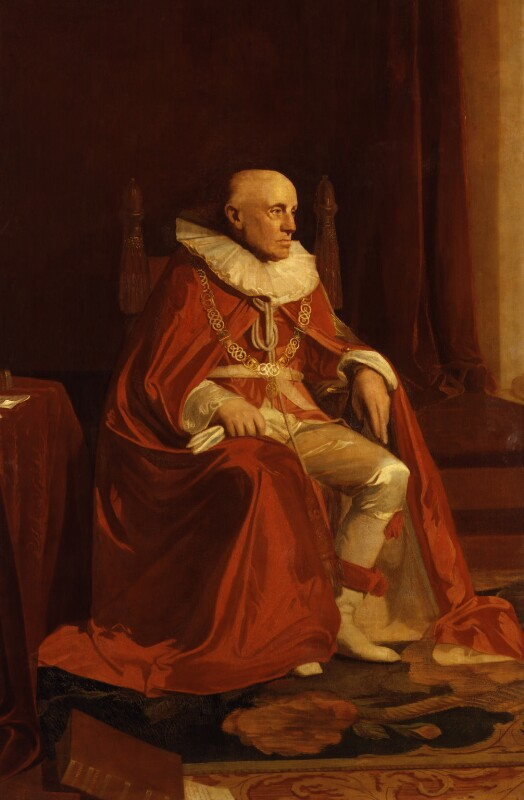
제1대 준남작 조지 발로우 경

제1대 준남작 조지 힐라로 발로우 경(Sir George Hilaro Barlow, 1st Baronet)은 1805년 콘월리스 경이 사망한 이후 1807년 민토 경이 도착할 때까지 인도 총독 대리를 역임하였다.
| 전임 창설 | 영국의 준남작(오브 포트 윌리엄) 1803년 - 1846년 | 후임 로버트 발로우 |